# Quebec-konferencen
Quebec-konferencen, som også kaldes Quadrant-konferencen efter dens kodenavn var en tophemmelig militærstrategisk konference, som blev afholdt under 2. Verdenskrig med deltagelse af regeringerne fra Storbritannien, Canada og De Forenede Stater. Konferencen blev afholdt i byen Quebec i Canada mellem den 17. og 24. august 1943. Den foregik i byens citadel og på Château Frontenac. De vigtigste deltagere var Winston Churchill, Franklin D. Roosevelt og William Lyon Mackenzie King
De Vestallierede enedes om at intensivere den strategiske bombning af Tyskland og fortsætte opbygningen af amerikanske styrker i Storbritannien frem mod en invasion af Frankrig. I Middelhavet (et område som havde Churchills store opmærksomhed) enedes de om at indsætte større styrker for at tvinge Italien ud af Aksemagternes alliance og besætte landet og den franske ø Korsika.
Det blev besluttet at operationerne på Balkan skulle begrænses til at forsyne modstandsbevægelserne, mens operationerne mod Japan skulle optrappes med henblik på at udtømme de japanske ressourcer, afskære deres kommunikationslinjer og sikre fremskudte baser hvorfra de japanske hovedøer kunne angribes. 
Udover de strategiske forhandlinger, som blev meddelt videre til Sovjetunionen og Chiang Kai-shek i Kina, udsendte konferencen også en fælles udtalelse om Palæstina, der havde til formål at mindske spændingerne over at den britiske besættelse blev stadig mere uudholdelig. Konferencen fordømte også tyske grusomheder i Polen. 
Churchill og Roosevelt underskrev også i hemmelighed Quebec-aftalen om atomteknologi. 

## Eksterne kilder
- Den første Quebec-konference og tilhørende samtaler i Hyde Park og Washington (engelsk)

## Galleri
- Den 18. august 1943 ved den første Quebec-konference.
- Franklin Delano Roosevelt hilser på Anthony Eden
- Winston Churchill og Anthony Eden
- Anthony Eden ved den første Quebec-konference